# Sean Sellers
Sean Richard Sellers (18 de mayo de 1969 - 4 de febrero de 1999) fue un triple asesino estadounidense, uno de los 22 reos en los Estados Unidos, desde el restablecimiento de la pena de muerte en 1976, que fue ejecutado por un delito cometido cuando era menor de 18 años y el único ejecutado por un delito cometido con menos de 17 años. Su caso atrajo la atención mundial debido a su edad, así como a su conversión al cristianismo en la cárcel y su afirmación de que la posesión demoníaca lo hizo inocente de sus crímenes.

## Crímenes
El 5 de marzo de 1986, Sellers asesinó a su madre y a su padrastro: Vonda y Lee Bellofatto, mientras dormían en el dormitorio de su casa en el centro de Oklahoma. Vistiendo solo ropa interior, para disminuir las salpicaduras de sangre, primero le disparó a su padrastro. El disparo despertó a su madre, a quien le disparó en la cara. Sellers trató de negar su culpabilidad simulando la escena del crimen para que pareciera que un intruso había cometido los asesinatos.
Sellers también confesó más tarde, el asesinato en 1985 de Robert Paul Bower. Bower era un empleado en una tienda de la cadena: "Circle K". Bower tenía treinta y dos años y se había negado a venderle cerveza.

## Confesión de Satanismo en el juicio
En su juicio, Sellers dijo que era un satanista practicante en el momento de los asesinatos y afirmó que la posesión demoníaca (por el demonio "Ezurate") lo llevó a asesinar a sus víctimas. En documentos posteriores, afirmó haber leído La Biblia Satánica de Anton LaVey "cientos de veces" entre los 15 y los 16 años, cuando se cometieron los crímenes, y en una carta de "Confesión" escrita desde la prisión, reflexionó sobre este período de su vida: "Me involucré mucho en el satanismo. Realmente pensé que era una forma honesta de vivir, y los rituales me permitirían controlar mi vida".
Sus abogados también argumentaron que Sellers era adicto al juego Dungeons & Dragons, aunque más tarde Sellers escribiría que el juego no tuvo influencia en sus crímenes y que "usar mi pasado como un ejemplo común de los efectos del juego es irracional o fanático".
El jurado se negó a considerar cualquiera de las afirmaciones y Sellers fue declarado culpable de homicidio múltiple y condenado a la pena de muerte en 1986. En ese momento, la ley de Oklahoma no les daba a los jurados la opción de dictar cadena perpetua sin la posibilidad de libertad condicional (esa opción estuvo disponible hasta 1987). Un miembro del jurado dijo más tarde que el jurado sintió que Sellers sería puesto en libertad condicional en 7 a 15 años y que esta pena de prisión no era lo suficientemente larga. Así que el jurado optó por la pena de muerte. Otros miembros del jurado negaron que esto fuera parte de las deliberaciones.

## Conversión religiosa al cristianismo
Sellers se convirtió al cristianismo mientras estaba en prisión. Sus amigos iniciaron un sitio web en su nombre y él hizo campaña por el indulto en función de su supuesta conversión religiosa, edad y participación en el satanismo. Mientras estaba en el corredor de la muerte, Sellers hizo numerosas apariciones en los medios de comunicación, apareciendo en The Oprah Winfrey Show y en un notorio segmento de Geraldo sobre el satanismo. Apareció en documentales sobre satanismo y asesinos en serie para 48 Hours, MSNBC, WNS NEWS y A&E Network. Sellers se casó en prisión el 14 de febrero de 1995, pero el matrimonio fue anulado en 1997.
Los hermanastros de Sellers dudaron de que su conversión al cristianismo fuera sincera. De los muchos miembros de su familia sobrevivientes, solo su abuelo adoptivo creía que su conversión era sincera. Sin embargo, el capellán de la prisión creía que realmente se había convertido.

## Apelaciones y ejecución
Durante su apelación de 1999 ante la Corte de Apelaciones del Décimo Circuito de Estados Unidos, Sellers sostuvo que tenía un trastorno de personalidad múltiple (ahora trastorno de identidad disociativo). El tribunal de apelaciones dictaminó que había "pruebas no convincentes" de la conversión religiosa de Sellers y que de hecho, podría sufrir un trastorno de personalidad múltiple. El panel de jueces concluyó que si bien Sellers podría haber estado loco en el momento de cometer sus crímenes, el reclamo se hizo demasiado tarde para presentar una apelación. Human Rights Watch condenó esta decisión de "confirmar la sentencia por razones procesales limitadas" a pesar de la "evidencia clínica indiscutible reconocida" de que Sellers sufría un trastorno de personalidad múltiple", y agregó en su carta al gobernador Keating que "Ninguna sociedad civilizada puede aceptar la ejecución de una persona que era un niño en el momento en que cometió sus crímenes y que estaba, y sigue estando, aquejado de un trastorno mental. Tal ejecución ofende los principios más básicos de la justicia y la moral internacionales". En su carta de 1999, HR Watch observó también que desde 1990, los únicos otros países que se sabe que han ejecutado a delincuentes juveniles además de los Estados Unidos de América fueron Bangladés, Irán, Irak, Nigeria, Pakistán, Arabia Saudita, Sudán y Yemen.[cita requerida]
Los expertos en psiquiatría disintieron de la afirmación de Sellers, argumentando que cualquier enfermedad mental real habría sido diagnosticada poco después del arresto de Sellers y no siete años después. Los funcionarios de la prisión también arrojaron dudas sobre la enfermedad mental de Sellers al decir que vieron a Sellers ensayando la evidencia de la enfermedad mental y recibiendo entrenamiento de sus abogados.
Sellers hizo el mismo reclamo de locura a su junta de clemencia, pero la junta se negó a considerar el problema. La junta parecía estar influenciada por las declaraciones de los funcionarios de la prisión, la demora prolongada en el diagnóstico de la enfermedad y las declaraciones del cómplice de Sellers de que no había visto evidencia de personalidad múltiple. "Lo único que le preocupaba era que lo atraparan", escribió Richard Howard.
Sellers apeló ante la Corte Suprema de Estados Unidos, pero la corte rechazó su apelación.
Dos días antes de su ejecución, Sellers presentó dos apelaciones más. En la primera apelación, realizada en un tribunal de distrito federal, acusó a la Junta de Indultos y Libertad Condicional del estado de violar sus derechos civiles. Sellers argumentó que las decisiones de la junta de indultos no fueron imparciales y en cambio, fueron caprichosas. La apelación fue denegada, ya que los tribunales estatales consideraron y rechazaron el tema en numerosas ocasiones (y recientemente también). Una segunda apelación, presentada ante el Tribunal de Apelaciones en lo Penal del estado, afirmó que el tribunal de apelaciones del estado cometió un error al dictaminar que Sellers había renunciado a su reclamo por locura en el juicio. El tribunal de apelaciones del estado admitió que utilizó una justificación legal incorrecta al decidir la renuncia de Sellers a la enfermedad mental, pero rechazó la apelación de Sellers después de reconsiderar el caso sobre los méritos planteados por el equipo de defensa de Sellers.
La ejecución inminente de Sellers provocó la condena de una amplia variedad de fuentes, incluida la Unión Europea, el arzobispo Desmond Tutu, la Asociación de Abogados de Estados Unidos y Bianca Jagger. Casi todos plantearon cuestiones sobre su edad en el momento de los crímenes y muchos argumentaron que su trabajo religioso desde la prisión superaba la necesidad del estado de ejecutarlo.
Sellers fue ejecutado por inyección letal el 4 de febrero de 1999 en la Penitenciaría Estatal de Oklahoma en McAlester, Oklahoma, a las 12:17 a. m., cinco minutos después de que se inyectaron las drogas letales. Para su última comida, comió comida china: rollitos de huevo, camarones agridulces y camarones rebozados. Comenzó su declaración final dirigiéndose a sus hermanastros:

Todas las personas que me odian en este momento y están aquí esperando verme morir, cuando se despierten por la mañana, no se sentirán diferente. Van a odiarme tanto mañana como esta noche.

Cuando se despierten y nada haya cambiado por dentro, diríjanse a Dios y Él estará allí para ustedes. Acérquense a Dios y Él los sanará. Dejen que Él toque sus corazones. No odien toda vuestra vida.

Los amo a todos.

En los minutos finales antes de la inyección, Sellers cantó música cristiana moderna y luego dijo en voz alta: "Aquí voy, Padre; vuelvo a casa". Luego se volvió hacia el alcaide: "Hagámoslo, Gary. Vamos a seguir adelante" Sellers finalmente cantó sus últimas palabras: "Libera mi espíritu para que pueda alabarte. Libera mi espíritu para que pueda adorarte”.
Los hermanastros de Sellers se indignaron ante sus comentarios finales, que en lugar de disculparse o mencionar a su madre, solo "abordó el hecho de que todavía sentiríamos lo mismo, es muy presuntuoso que él supiera cómo nos sentiríamos todavía” dijo su hermanastra.

## Consecuencias
Sellers fue la primera y sigue siendo la única persona ejecutada en los Estados Unidos, por un delito cometido antes de los 17 años desde que se restableció la pena de muerte en 1976. El fallo de la Corte Suprema de los Estados Unidos en Roper v. Simmons, 542 U.S. 551 (2005) posteriormente decidió que era inconstitucional ejecutar a una persona por un delito cometido antes de los 18 años.
Mientras estaba en prisión, Sellers escribió un libro de historias de amor y poemas titulado Shuladore. El libro fue autoeditado y vendido a través de su sitio web. Según la ley de Oklahoma, un acusado no puede "recibir ganancias o beneficios de ninguna fuente" como resultado directo o indirecto de su delito. Un gran jurado de Oklahoma investigó si Sellers o sus amigos recibieron ganancias de la venta del libro, pero no se presentó ninguna acusación. Un editor de libros cristiano publicó la autobiografía de Sellers, Web of Darkness, en 1990.